# Payback (1999)
Payback is een Amerikaanse misdaad-thriller uit 1999 onder regie van Brian Helgeland. De film werd genomineerd voor onder meer een Saturn Award voor beste actie/thriller.
Dit is de tweede verfilming van het boek The Hunter van Donald E. Westlake (onder zijn pseudoniem Richard Stark), na Point Blank uit 1967. Het boekpersonage Parker is hier hernoemd tot Porter.

## Verhaal
Porter is maanden geleden door zijn vrouw Lynn in de rug geschoten en voor dood achtergelaten. Daarop zijn zij en Porters maat Val Resnick er samen vandoor gegaan met de $130.000,- die Porter en Resnick buit maakten bij een roofoverval. Porter overleeft niettemin de aanslag en gaat een half jaar later naar ze op zoek. Hij wil wraak en zijn deel van de buit.

## Director's Cut
In 2006 maakte Helgeland een zogeheten director's cut die uitgebracht werd onder de titel Payback: Straight Up. De film verandert het verhaal behoorlijk, sommige personages zitten niet in deze versie, evenals de voice-over. Een aantal scenes worden via een flashback vertoond en ook het einde is volledig anders. Nadat de nieuwe versie in oktober 2006 op het Austin Film Festival vertoond werd kwam die op 10 april 2007 uit op dvd.

## Rolverdeling
| Acteur             | Personage        | Opmerking            |
| ------------------ | ---------------- | -------------------- |
| Mel Gibson         | Porter           |                      |
| Gregg Henry        | Val Resnick      |                      |
| Maria Bello        | Rosie            |                      |
| David Paymer       | Arthur Stegman   |                      |
| Bill Duke          | Det. Hicks       |                      |
| Deborah Kara Unger | Mrs. Lynn Porter |                      |
| John Glover        | Phil             |                      |
| William Devane     | Carter           |                      |
| Lucy Liu           | Pearl            |                      |
| Jack Conley        | Det. Leary       |                      |
| Trevor St. John    | Johnny Bronson   | in de Theatrical Cut |
| Kris Kristofferson | Bronson          | in de Theatrical Cut |
| Sally Kellerman    | Bronson          | in de Director's Cut |